# Lisa Welander
Lisa Welander (9 août 1909 - 9 décembre 2001) est une neurologue suédoise. Elle est connue pour son travail sur l'amyotrophie spinale dont une des manifestations juvénile porte son nom, le syndrome de Kugelberg-Welander

## Carrière
Lisa Welander naît le 9 août 1909 au Södermanland, en Suède. Elle sort diplômée de l'Université d'Örebro en 1928 et obtient son doctorat en médecine en 1952 à l'Institut Karolinska. La même année, elle y devient professeur agrégé de neurologie. En 1953, elle est professeur à l'Université de Göteborg, puis devient professeur de neurologie à l'Université d'Umeå de 1964 à 1975.
Parallèlement, Welander occupe divers postes. Entre 1937 et 1940, elle est médecin assistant au département médical de Nyköping, puis entre 1940 et 1942, thérapeute au laser Serafimer (en neurochirurgie). Elle travaille à la clinique neurologique entre 1942 et 1948 et à l'hôpital Karolinska (psychiatrie) entre 1948 et 1952. À la fin de la Seconde Guerre mondiale, elle est médecin attachée au transport de « personnes déplacées » pour la Croix-Rouge et travaille à l'hôpital suédois pour enfants en Pologne en 1946.  
En 1951, Welander est la première à décrire la maladie musculaire héréditaire de la myopathie, un type de dystrophie musculaire distale. Elle travaille avec Eric Kugelberg sur l'atrophie musculaire spinale (SMA). La manifestation juvénile de la maladie SMA de type III est nommée d'après eux : Syndrome de Kugelberg-Welander.

## Publications
- (en) Welander, L., « Myopathia distalis tarda hereditaria; 249 examined cases in 72 pedigrees », Acta Medica Scandinavica. Supplementum, no 265,‎ 1951, p. 1-124
- (en) E. Kugelberg et L. Welander, « Heredofamilial Juvenile muscular Atrophy Simulating muscular Dystrophy », A.M.A. Archives of Neurology & Psychiatry, vol. 75, no 5,‎ 1er mai 1956, p. 500–509 (ISSN 0096-6886, DOI 10.1001/archneurpsyc.1956.02330230050005, lire en ligne, consulté le 5 juin 2020)
- L. WELANDER, « HOMOZYGOUS APPEARANCE OF DISTAL MYOPATHY », Acta Genetica et Statistica Medica, vol. 7, no 2,‎ 1957, p. 321–325 (ISSN 0365-2785, lire en ligne, consulté le 5 juin 2020)
- (en) Welander, L., « Genetic research in muscular diseases in Sweden », Proceeding of the Second International Congress of Human, Genetics, Rome,‎ 1961, p. 1629-1636